# 冲击 (歌曲)
《冲击》（日语：／），或译作《震惊》，是日本女歌手安藤佑子创作的一首歌曲。歌曲于2020年12月7日由波麗佳音在各大音乐平台上作为数字限定版单曲先行发布，并于2021年2月3日发售了CD单曲。

## 概述
- 这是继上一张专辑《鑑》之后时隔1年零6个月发行的数字单曲，也是继《360° 环绕》之后时隔5年零7个月发行的CD单曲。
- 主打曲目被用作电视动画《进击的巨人 最终季》的片尾曲。这是安藤继2004年的《被遗忘的森林》之后时隔16年的电视动画主题曲。
- 关于主打曲目，安藤表示：“这是一首捕捉了世界末日瞬间的歌曲，描绘了在战场这一非常理状况下的极端感情”[2]、“我沉浸在《进击的巨人》这部拥有与现实世界不同的世界观的作品当中创作的歌曲。”[3]
- 该曲在单曲发行的同日，安藤的官方Youtube频道公开了音乐视频，视频由川上智之担任监督。 [4]
- 主打歌收录在安藤的第11张原创专辑《Kongtong Recordings》中，并延长了歌曲的后半部分。这个版本中追加了三笠对艾伦表达感情的歌词 ：“回到他消失前的一秒”，或许被视为是剧透。对此安藤表示：“在我负责歌曲的动画时期因为不适合而没有唱，如今漫画也完结了，所以就加了这句。”[5]

## 收录曲目

### CD
作词、作曲：安藤佑子
1. 冲击 [3:04]
编曲：Shigekuni
2. 《nontitle》 [6:11]
3. 《花一匁》 [3:31]
编曲：Shigekuni/安藤佑子

## 参与音乐家
- 須磨和声 -小提琴 (#1)
- 林田順平 - 大提琴 (#1)
- Shigekuni - 计算机编程 (#1)、贝斯 (#2)
- あらきゆうこ - 鼓 (#2)、打击乐 (#3)
- Tomi Yo - 钢琴 (#2)、合成器 (#3)

## 收录专辑
- 《冲击》
  - 《Kongtong Recordings》（2021年11月17日）
  - 《Rearrangement Reaction》（2022年6月29日）